# Man-Proof
Man-Proof is een Amerikaanse film uit 1938 onder regie van Richard Thorpe. De film is gebaseerd op het boek The Four Marys van Fanny Heaslip Lea.

## Verhaal
Mimi Swift is de dochter van Meg Swift, de succesvolle auteur van romantische boeken. Ze is verliefd op Alan Wythe, een ware playboy die geld en vermaak belangrijker vindt dan liefde. Haar vriend, verslaggever Jimmy Kilmartin, probeert haar voor hem te waarschuwen, maar ze is blind van liefde. Als het nieuws komt dat Alan zal trouwen met Elizabeth Kent en zij hun bruidsmeisje mag zijn, doet ze alsof ze gelukkig voor hen is. Ze wordt echter dronken die dag en vertelt ze Alan dat ze niet zal stoppen met het proberen om hem te verleiden.
Die avond treft Jimmy haar aan in een bar en raadt haar aan iets te doen met haar leven. Haar moeder ondersteunt dit advies en koopt een appartement voor haar dochter. Ook helpt ze Mimi aan een baan bij de krant, waar ze de illustraties maakt. Na enkele maanden is Mimi eindelijk tevreden met haar werk en heeft ze Jimmy's respect verdiend. In deze periode komen Alan en Elizabeth terug van hun huwelijksreis. Mimi vertelt Alan dat ze over hem heen is en graag vrienden met hem wordt. Alan raakt geïntrigeerd door het idee bevriend te zijn met een vrouw en nodigt haar uit voor een bokswedstrijd.
Hun uitstap wordt goed in de gaten gehouden door Meg en Jimmy, die niet blij zijn dat ze omgaat met Alan. De volgende dag biecht ze aan hen op dat ze nog steeds gevoelens heeft voor Alan. Die avond wil Elizabeth dat Alan in zijn eentje uitgaat en hij besluit Mimi op te zoeken. Elizabeth arriveert niet veel later en vertelt haar dat Alan te egoïstisch is om ooit van iemand te kunnen houden. Na haar vertrek ontkent Alan niet dat Elizabeth gelijk heeft en hij deels met haar omgaat voor haar geld. Ze voelt zich gekwetst en zoekt troost bij Jimmy. Meg doet de twee realiseren dat ze al lang van elkaar houden. De film eindigt met een filmzoen van Mimi en Jimmy.

## Rolbezetting
| Acteur           | Personage            | Opmerkingen           |
| ---------------- | -------------------- | --------------------- |
| Myrna Loy        | Mimi Swift           |                       |
| Franchot Tone    | Jimmy Kilmartin      |                       |
| Rosalind Russell | Elizabeth Kent Wythe |                       |
| Walter Pidgeon   | Alan Wythe           |                       |
| Nana Bryant      | Meg Swift            |                       |
| Rita Johnson     | Florence             | In verwijderde scènes |
| Ruth Hussey      | Jane                 | In verwijderde scènes |
| Leonard Penn     | Bob                  |                       |
| John Miljan      | Tommy Gaunt          |                       |

## Achtergrond
Tijdens de voorbereidingen van de film had hij nog dezelfde titel als het boek waar de film op is gebaseerd. Aanvankelijk zou Melvyn Douglas de rol spelen die later ging naar Walter Pidgeon. De vrouwelijke hoofdrollen gingen naar Myrna Loy en Rosalind Russell, die zowel op het witte doek als achter de schermen rivales van elkaar waren. Voor Loy was de film bijzonder, omdat ze de gelegenheid kreeg een ander personage te vertolken. Ze werd bijna alleen maar gecast als de perfecte huisvrouw, maar speelde hierin 'de andere vrouw'.
Loy was destijds nog in rouw om het overlijden van Jean Harlow, maar had enkel goede herinneringen aan de opnames, omdat ze goed overweg kon met Russell en Pidgeon. Ze wilde vaker met Pidgeon spelen in een film, maar hij werd in de toekomst enkel aangesteld als Greer Garsons tegenspeler. Voor Franchot Tone was deze tijd minder positief, omdat hij zich in een scheiding bevond met Joan Crawford. Man-Proof werd slecht ontvangen door de pers. Recensenten schreven dat het een dun verhaal had en clichématig was. Ook het publiek bleef weg, waardoor de film uiteindelijk flopte.